# Pardik
Pardik (en serbe cyrillique : Пардик) est un village de Serbie situé dans la municipalité de Ražanj, district de Nišava. Au recensement de 2011, il comptait 326 habitants.

## Démographie
| 1948 | 1953 | 1961 | 1971 | 1981 | 1991 | 2002 | 2011 |
| ---- | ---- | ---- | ---- | ---- | ---- | ---- | ---- |
| 720  | 747  | 695  | 614  | 572  | 489  | 385  | 326  |

|  |